# Ignacio Camuñas Solís
Ignacio Camuñas Solís (Madrid, 1 de setembre de 1940) és un polític i editor espanyol.

Llicenciat en dret per la Universitat Complutense de Madrid i en dret comparat per la Universitat d'Estrasburg, exministre del Govern d'Espanya, és diplomàtic de professió. Des que va demanar l'excedència ha exercit en diferents moments activitats de caràcter editorial en diferents empreses culturals d'Espanya.
Va ser director i conseller delegat del grup editorial Guadiana de Publicaciones, editor de la revista mensual Gentleman.
Durant la Transició Espanyola, va participar en la creació d'Unió de Centre Democràtic (UCD) el 1977, amb el Partit Demòcrata Popular (PDP) del que va ser fundador i secretari general, adscrit a la Plataforma de Convergència Democràtica, formant l'ala liberal de la UCD. El PDP va ser l'únic representant espanyol al Congrés Europeu de Partits Liberals celebrat en la Haia, el 1976.
Diputat de la UCD des de les eleccions generals espanyoles de 1977 (va ocupar el lloc 7 en la candidatura al Congrés dels Diputats per Madrid), ministre de Relacions amb les Corts, president de la Comissió d'Afers exteriors del Congrés dels Diputats i president de la Comissió Mixta Corts Espanyoles-Parlament Europeu.
En 1980 en la vintè vuitena edició del Club Bilderberg, celebrada a Bad Aachen, en la República Federal Alemanya, els dies 18, 19 i 20 d'abril, fou l'únic representant espanyol present.
Ha estat membre del Comitè Executiu de la Internacional Liberal i vicepresident de la citada organització. Va ser secretari general de la Comissió Espanyola de la UNESCO i conseller del director general de l'organització. Així mateix ha format part en diferents ocasions de la Delegació espanyola en l'Organització de les Nacions Unides (ONU). Va ser president del Centre de Fundacions i, anys més tard, president de l'Associació Espanyola de Fundacions; actualment presideix el Fòrum de la Societat Civil. Posseeix la Gran Creu de Carles III.
El 16 de gener de 2014 va presentar el nou partit polític Vox juntament amb altres exmilitants del Partit Popular. Posteriorment va ser elegit vicepresident de Vox; no obstant això, al setembre d'aquest mateix any va anunciar que abandonava la seva militància.